# Бёме, Франц
Франц Фридрих Бёме (нем. Franz Friedrich Böhme; 15 апреля 1885, Цельтвег, Мурталь — 29 мая 1947, Нюрнберг, Германия) — австро-немецкий офицер, генерал горнострелковых войск, военный преступник.

## Биография
В 18 лет остался сиротой после смерти матери (отец умер годом раньше) и начал офицерскую карьеру в императорской и королевской армии.
Во время Первой мировой войны служил в 1914—1916 годах в Галиции, в 1917 году на Волыни, в Курляндии и Динабурге, и в 1917—1918 годах на Изонцовском фронте.
Перед аншлюсом возглавлял австрийскую военную разведку, являясь генерал-майором Генерального штаба. В соответствии с 8-м пунктом немецко-австрийского Берхтесгаденского соглашения от 12 февраля 1938 года был назначен 17 февраля начальником Генерального штаба, сменив на этом посту фельдмаршал-лейтенанта Альфреда Янзу, который являлся одним из главных противников аншлюса.
После начала Второй мировой войны командовал 32-й пехотной дивизией, участвовавшей в польской и французской кампаниях. Осенью 1940 года назначен командиром 18-го горного корпуса, принявшего участие в Балканской кампании весной 1941 года.

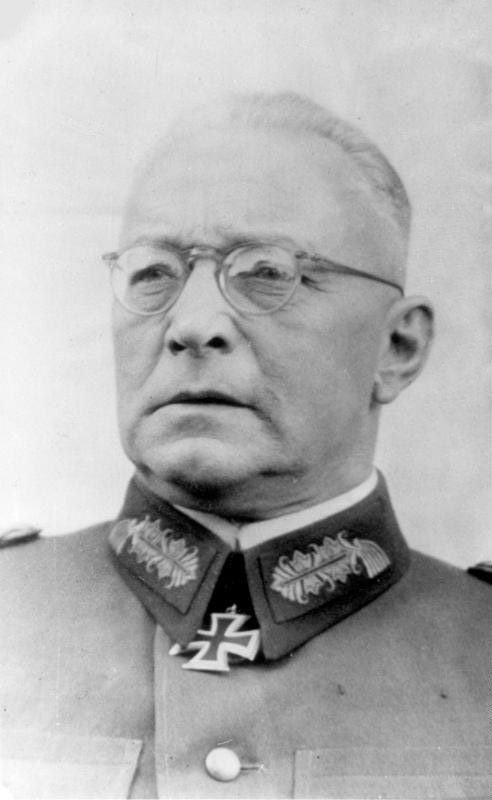
Франц Бёме

С 16 сентября по 2 декабря 1941 года являлся уполномоченным командиром корпуса в Сербии (нем. Bevollmächtigter Kommandierender General in Serbien), при этом с 9 октября также исполнял обязанности командующего в Сербии. Гитлер поручил Бёме самым решительным образом восстановить долговременный порядок на всей территории. Согласно приказу Бёме все коммунисты, подозрительные жители мужского пола, все без исключения евреи, а также демократически и националистически настроенные жители подлежали аресту в качестве заложников. За каждого убитого немецкого солдата следовало расстреливать 100 заложников, за каждого раненого — 50. На основании данного приказа осенью прошли массовые расстрелы сербов, сербских евреев и цыган.
В городах Кралево и Крагуевац подразделения 717-й пехотной дивизии после ожесточенных артиллерийских боёв с партизанами и четниками из местного населения убили в течение нескольких дней более 4000 жителей (массовые расстрелы в Кралеве и Крагуеваце). В декабре 1941 года Бёме был отозван из Сербии. За время его командования в Сербии были убиты 3562 партизана. Потери вермахта составили 160 убитых и 278 раненых немецких солдат. Немецкими солдатами были расстреляны от 20 до 30 тысяч гражданских лиц.
10 февраля 1944 года был награждён Немецким крестом в золоте. В июне-июле в качестве командующего 2-й танковой армией, расположенной в Югославии, являлся также главнокомандующим всех находящихся в Югославии немецких войск. В этот период получил ранение в результате авиакатастрофы.
С 8 января 1945 года — главнокомандующий вооруженными силами в Норвегии и командующий 20-й горной армией. В этом качестве был взят в плен после капитуляции Германии. В 1946 году содержался в лагере для военнопленных № 198 около города Бридженда. Затем был доставлен в Нюрнберг, где 13 мая 1947 года начался процесс над генералами, воевавшими на Юго-Восточном фронте. Не дожидаясь конца процесса и экстрадиции в Югославию, 29 мая Бёме выбросился из окна своей одиночной камеры, расположенной на четвёртом этаже. Похоронен в Граце на кладбище святого Леонарда.

## Награды
- Войсковой крест Карла (Австро-Венгрия)
- Железный крест (1914) 2-го и 1-го класса (Королевство Пруссия)
- Почётный крест Первой мировой войны 1914/1918 с мечами (1934)
- Орден Короны Италии командорский крест (21 февраля 1938) (Королевство Италия)
- Пряжка к Железному кресту (1939) 2-го класса (12 сентября 1939)
- Пряжка к Железному кресту (1939) 1-го класса (25 сентября 1939)
- Рыцарский крест Железного креста (29 июня 1940)
- Орден Заслуг командорский крест (19 июня 1942) (Королевство Венгрия)
- Орден Креста Свободы 1-го класса с мечами и дубовыми листьями (13 мая 1943) (Финляндия)
- Немецкий крест в золоте (10 февраля 1944)